# Билирикен
Билирикен — река в России, протекающая по Среднеканскому району Магаданской области, левый приток Коркодона. Длина реки — 156 км, площадь водосборного бассейна — 1420 км².
Река берёт начало на границе с Омсукчанским районом Магаданской области, на склонах Коркодонского хребта, на высоте более 700 м над уровнем моря. Преимущественно течёт в северном направлении. В среднем течении русло расширяется до 24 м. Поселения на берегах отсутствуют. Пойма и долина в низовьях сильно заболочена, река меандрирует. Впадает в Коркодон по левому берегу на отметке менее 216 м над уровнем моря в 202 км от его устья, выше впадения Ялобо-Уннунге. Ширина в низовьях — 37 м при глубине 1 м; скорость течения перед устьем составляет 0,5 м/с. 
Основной приток — ручей Змейка длиной 38 км (правый).

## Данные водного реестра
По данным государственного водного реестра России и геоинформационной системы водохозяйственного районирования территории РФ, подготовленной Федеральным агентством водных ресурсов:
- Бассейновый округ — Анадыро-Колымский
- Речной бассейн — Колыма
- Речной подбассейн — Колыма до впадения Омолона
- Водохозяйственный участок — Колыма от впадения реки Сеймчан до водомерного поста ГМС Коркодон
- Код водного объекта — 19010100312119000027066